# كوم الرمل القبلي
قرية كوم الرملي القبلى هي إحدى القرى التابعة لمركز سمسطا في محافظة بني سويف في جمهورية مصر العربية. حسب إحصاءات سنة 2006، بلغ إجمالي السكان في كوم الرملي القبلى 4179 نسمة، منهم 2035 رجل و2144 امرأة.